# Liste d'avions militaires du XXIe siècle

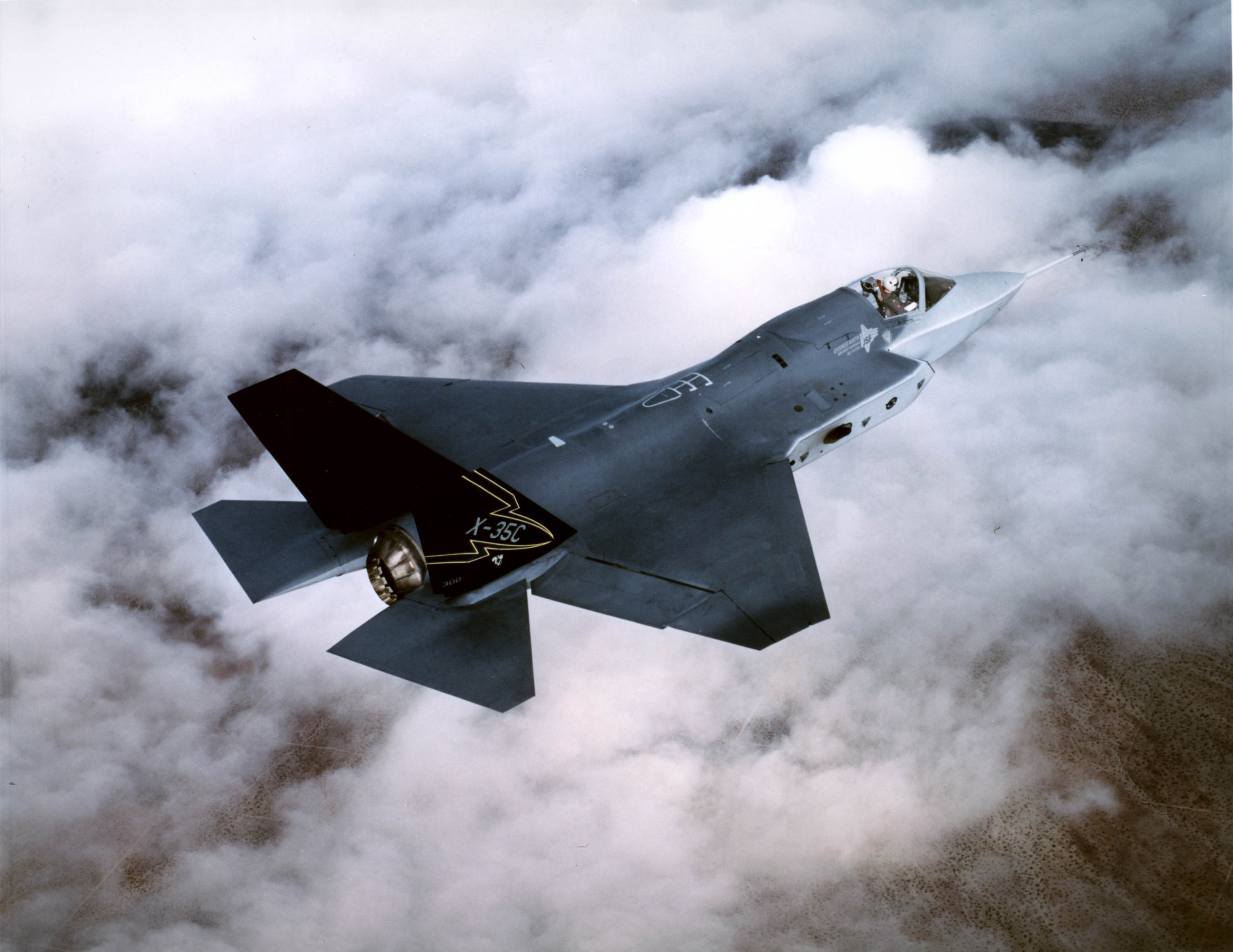
Le F-35, encore à l'état de prototype

Même si la « course aux armements » de la guerre froide a été remplacée par des risques de guerres asymétriques comme la guerilla ou le terrorisme, les armées continuent de se doter d'avions toujours plus performants qui profitent des dernières technologies.
On voit aussi l'avènement d'avions européens et chinois.

## Avions militaires suivant les pays

### Algérie
- Drone
  - Opérationnels
    - AL fajer L-10
    - Amel (drone)
    - El-Djazaïr 54 (drone)

  - Prototypes experimentaux
    - CCS - 01

### Chine
- Avions multirôles
  - Chengdu J-10
  - Shenyang J-15
  - JF-17 Thunder
  - Chengdu J-20
  - Shenyang J-31 (prototype, futur avion de combat de la cinquième génération)

### États-Unis
- Avion de chasse

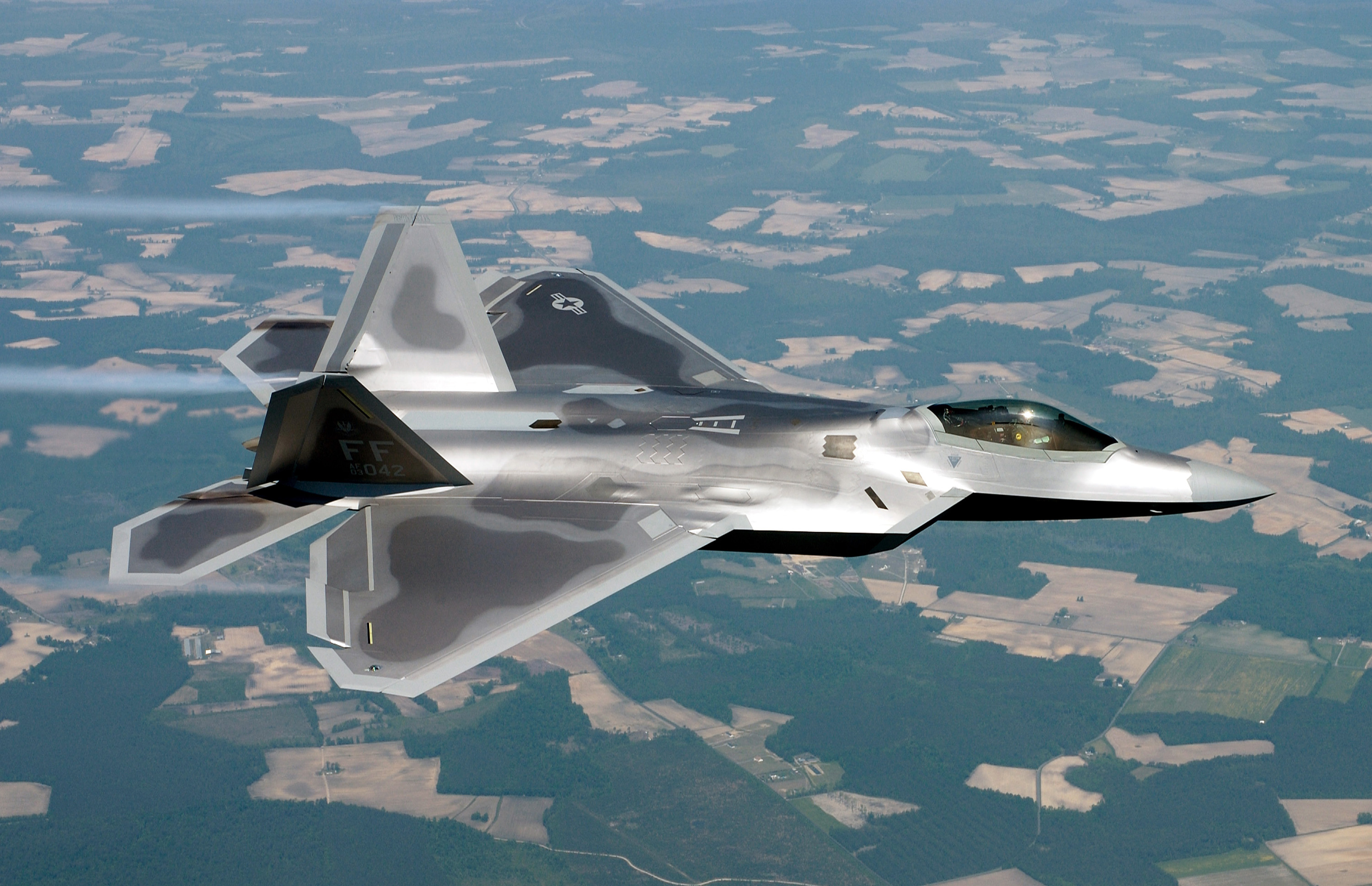
F-22 Raptor

  - Lockheed F-22 Raptor (avion furtif)
  - Lockheed F-35 Lightning II
  - Lockheed F-16C/D Fighting Falcon
  - McDonnell Douglas F-15C/D Eagle, McDonnell Douglas F-15E Strike Eagle
  - Boeing F/A-18E/F Super Hornet
- Avion d'attaque au sol et de guerre électronique
  - Boeing EA-18G Growler
  - Fairchild A-10 Thunderbolt II
- Avions expérimentaux
  - X-43 Scramjet
- Avions de transport
  - Bell V-280 Valor
  - Boeing Pelican
- Avion de reconnaissance ou de surveillance
  - Electronics Patrol Experiment
  - Boeing P-8 Poseidon
  - Northrop TR-3A Black Manta
- Drones
  - Opérationnels
    - General Atomics MQ-1 Predator
    - General Atomics MQ-9 Reaper
    - General Atomics MQ-1C Warrior
    - RQ-4 Global Hawk

  - Prototypes experimentaux
    - Boeing X-45

### Europe
- Avions multirôles

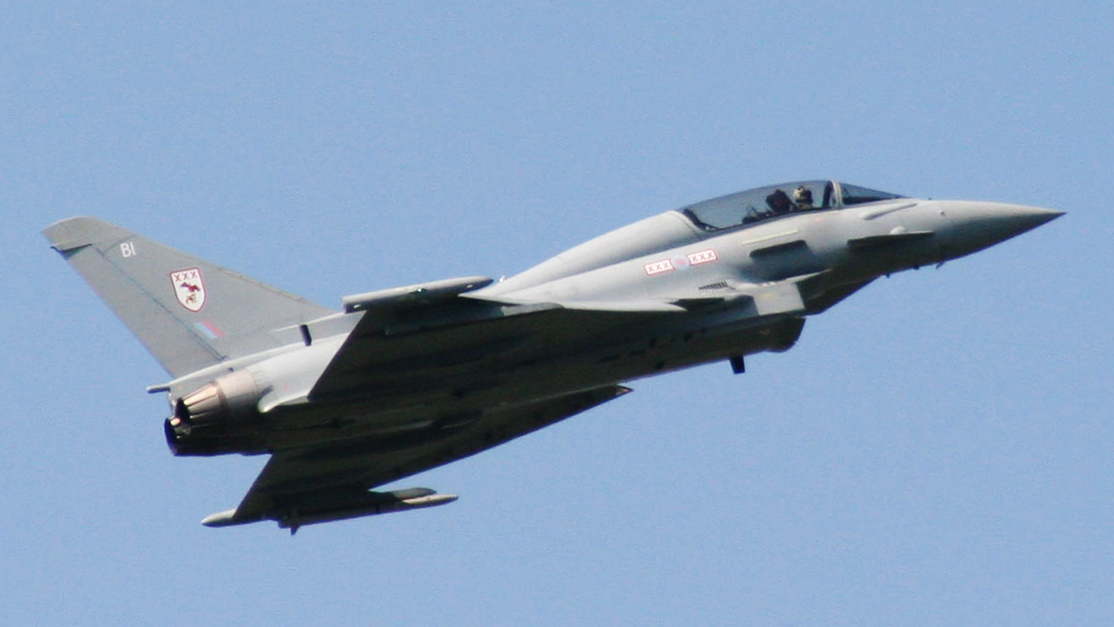
Eurofighter Typhoon

  - Panavia Tornado (Allemagne - Italie - Pays-Bas - Royaume-Uni)
  - Eurofighter Typhoon (Allemagne - Italie - Royaume-Uni - Espagne)
- Transport
  - Airbus A400M (Projet commun avec la participation de la Turquie)
  - Airbus A330MRTT

### France
- Avions multirôles
  - Dassault Mirage2000 C/D/N/-5
  - Dassault Rafale B/C/M

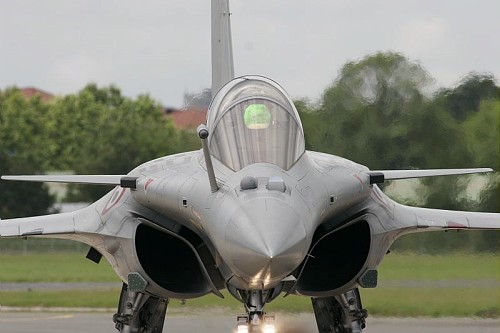
Dassault Rafale B

  - Système de combat aérien du futur (Phase de recherche)

- Avions d'entraînements
  - Alphajet
  - Pilatus PC-21

- Drones
  - Opérationnels
    - Harfang
    - MQ-9 Reaper

  - Prototypes experimentaux
    - Dassault nEUROn
    - Patroller.

- Avions de transport :            
  - A400M
  - Boeing C-135FR et KC-135
  - A330M.
  - Super Hercules

### Iran
- Avions multirôles
  - HESA Saeqeh
  - Shafagh (en)
  - Qaher-313

### Inde
- Avions multirôles
  - HAL Tejas
  - HAL AMCA (projet)
- Avion d'entraînement
  - HAL HJT-36 Sitara

### Italie
- Avion de transport
  - Alenia Aeronautica/Lockheed Martin C-27J Spartan
- Avion d'entraînement
  - M-346

### Russie
- Avions opérationnels

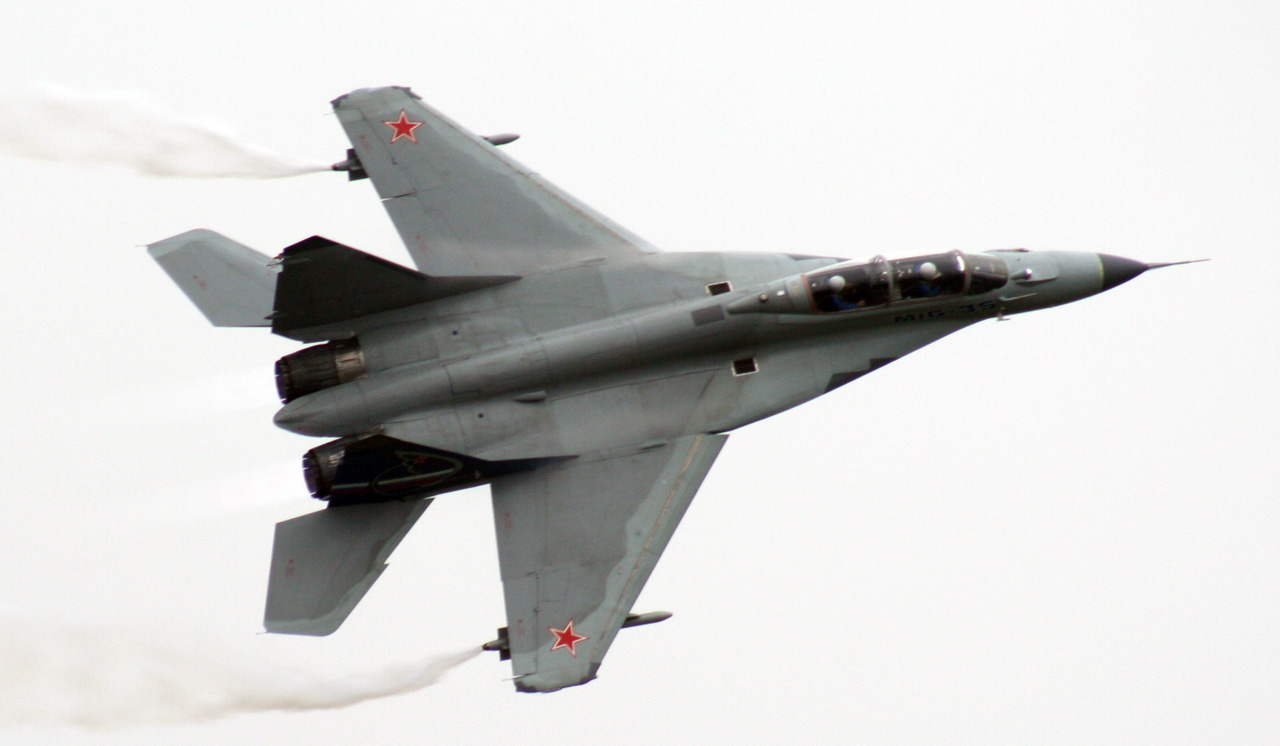
MiG-35D

  - Soukhoi Su-35: chasseur multirôle de génération 4++
  - Soukhoi Su-34: bombardier tactique, lutte antinavire
  - Soukhoï Su-57:    chasseur multirôle de génération 5
- Démonstrateurs et programmes en cours
  - Soukhoï Su-47 Berkut: prototype de cinquième génération à ailes en flèche inversée
  - Mikoyan-Gourevitch MiG 1.42 et MiG 1.44 Flatback: prototypes de cinquième génération aussi nommés MiG-39
  - MiG-29OVT ou MiG-35: Nouvelle version du MiG-29 dit de quatrième génération (4++) équipée de turboréacteurs à poussée vectorielle.
  - Soukhoï Su-37: prototype de quatrième génération (4++)

### Suède

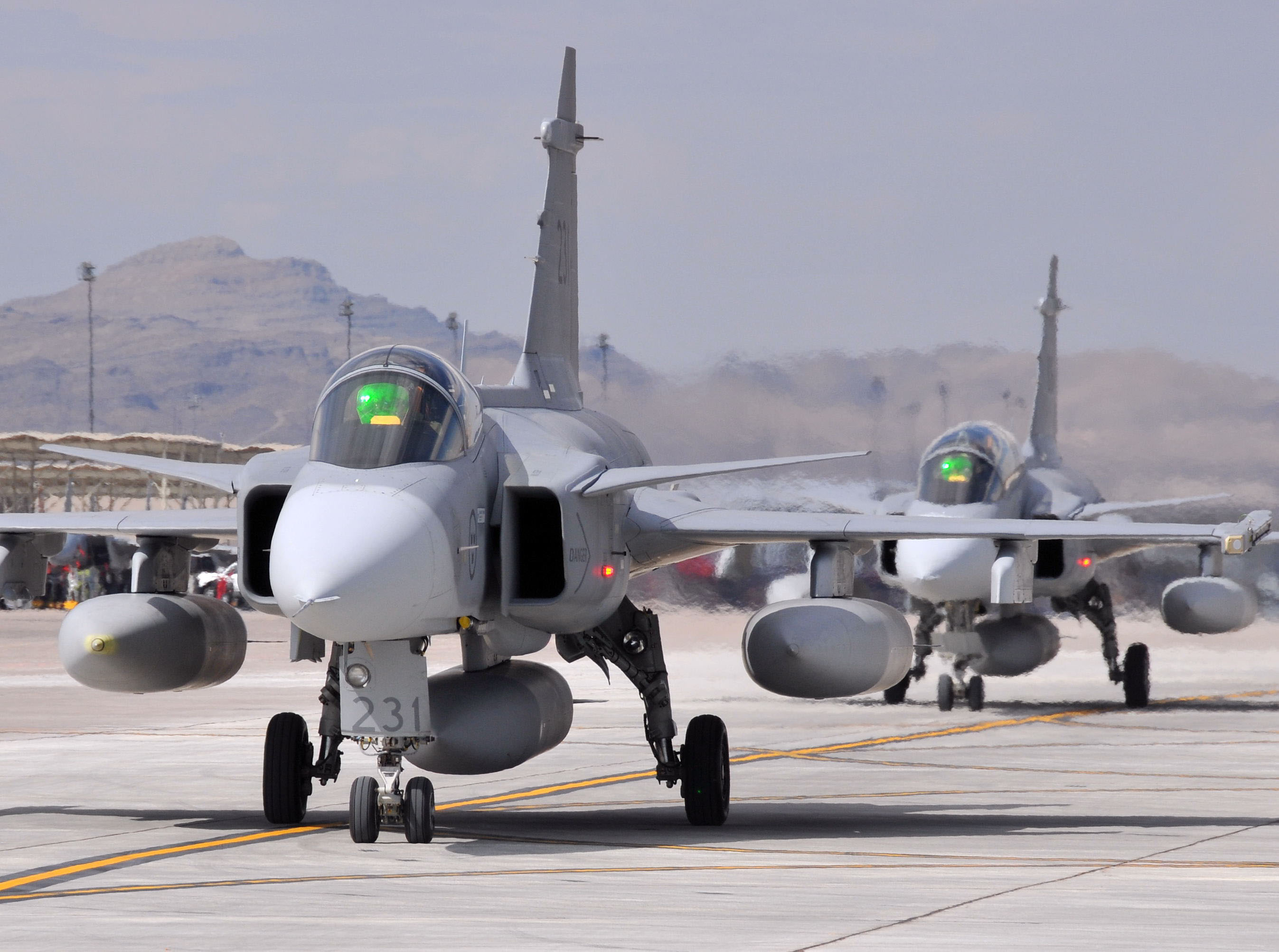
Saab JAS 39 Gripen

- Avions multirôles
  - Saab JAS 39 Gripen

### Suisse
- Avion d'entraînement
  - Pilatus PC-6
  - Pilatus PC-7
  - Pilatus PC-9
  - Pilatus PC-21
- Avion de transport
  - Pilatus PC-12 m
- Avion de chasse
  - Boeing F/A-18C/D
  - Lockheed Martin F-35 Lightning II A

### Taiwan
- Avions multirôles
  - AIDC_F-CK-1_Ching-Kuo

### Turquie
- Avion d'entraînement et multirôles
  - TAI TFX
  - TAI Hürjet
  - TAI Hurkus
- Drone
  - TAI Anka